# Fighter (singel Tali)
Fighter – singel izraelsko-luksemburskiej piosenkarki Tali Golergant wydany 12 stycznia 2024 nakładem wytwórni Bel Air Records. Utwór reprezentował Luksemburg w trakcie 68. Konkursu Piosenki Eurowizji w Malmö (2024), tym samym był pierwszym utworem reprezentującym ten kraj od 1993 roku.

## Konkurs Piosenki Eurowizji
11 grudnia 2023 ogłoszono, że Tali znalazła się w stawce konkursu Luxembourg Song Contest mającym na celu wyłonienie reprezentanta Luksemburga na Konkurs Piosenki Eurowizji 2024 rozgrywający się w Malmö, natomiast sam utwór "Fighter" ukazał się 9 stycznia 2024. Golergant zgromadziła 94 punkty od jury oraz 84 od widzów, łącznie 178 punktów, tym samym zwyciężyła konkurs oraz została reprezentantką Luksemburga w 68. Konkursie Piosenki Eurowizji.
Na Eurowizji Golergant wystąpiła jako ostatnia w pierwszym półfinale konkursu, który rozegrał się 7 maja. Uzyskując aprobatę telewidzów znalazła się w ścisłym finale awansując z 5. miejsca. Artystka zakończyła rywalizację na 13. miejscu zdobywając w sumie 103 punkty.

## Teledysk
29 marca 2024, wraz z wydaniem eurowizyjnej wersji utworu, na kanale Youtube artystki oraz później na kanale Konkursu Piosenki Eurowizji ukazał się oficjalny teledysk do utworu.

## Notowania
| Kraj       | Notowanie (2024) | Najwyższa pozycja |
| ---------- | ---------------- | ----------------- |
| Luksemburg | Billboard        | 4                 |